# Недонсель, Морис Гюстав
Мори́с Гюста́в Недонсе́ль (фр. Maurice Nédoncelle; 30 октября 1905, Рубе — 27 ноября 1976, Страсбург) — французский философ
 и богослов.

## Биография
В 1922—1926 годах учился в католической семинарии в Париже, затем окончил Сорбонну. В 1930 году был рукоположён в священники, в 1935 году защитил диссертацию доктора философии «Религиозные взгляды Фридриха фон Хюгеля». С 1945 года — профессор Страсбургского университета, в 1946 году защитил диссертацию доктора богословия «Религиозные взгляды Ньюмена». В 1956—1965 годах — декан теологического факультета.
Недонсель развивал в своих теориях понятия обоюдности (взаимности), в качестве естественной связи между эго и сознанием другого. Был сторонником концепции персонализма. Высшим состоянием личности считал человеко-божественную обоюдность.